# Trifolium velebiticum
Trifolium velebiticum là một loài thực vật có hoa trong họ Đậu. Loài này được Degen miêu tả khoa học đầu tiên.